# Hydroides deleoni
Hydroides deleoni är en ringmaskart som beskrevs av Bastida-Zavala och ten Hove 2003. Hydroides deleoni ingår i släktet Hydroides och familjen Serpulidae. Inga underarter finns listade i Catalogue of Life.